# BINGO PARTY MULTICARD
『BINGO PARTY MULTICARD』（ビンゴパーティーマルチカード）は、セガ（後のセガ・インタラクティブ）のメダルゲームで、ビンゴゲームとして1994年に発売された。
ビンゴパーティーシリーズの2作目である。

## 概要
筐体中央部に抽選機構のカプセルがあり、1から25までの番号が書かれた25個のボールが入っている。抽選機構の両側に各5席のサテライトがあり、そこでゲームを行う。
カードが6枚あり、設定により6枚全てにBETするか、いずれか1枚にBETすると参加となる。
BETTIMEが終了するとフィーチャーとしてカードの中央1個がフリースポットとなり、ゲームが開始される。
抽選は、10個の球をピックアップすることにより終了するが、前半5球のピックアップが完了すると、カプセルは一旦停止し、逆回転をはじめる(このとき、BGMも変化する)。
ビンゴするとそのカードはそこでゲーム終了となり、10球抽選し終わると配当が貰える。1枚のカードで複数列ビンゴした場合でも配当は変わらない。
ゲーム途中にいずれか1枚がBINGOになると、その時点の倍率で10球目におけるオッズが固定される。
オッズ(A【工場出荷時設定】・B・Cの3種類があり、おおよそのペイアウト率は90%・92%・88%である。)
- 4球目　100倍
- 5球目　50倍
- 6球目　24倍・22倍・22倍
- 7球目　15倍・16倍・14倍
- 8球目　9倍・10倍・9倍
- 9球目　6倍
- 10球目　4倍(9球目までにビンゴしなかった場合)